# Гудівщина
Гуді́вщина — село в Україні, у Шосткинській міській громаді Шосткинського району Сумської області. Населення становить 6 осіб.

## Географія
Село Гудівщина знаходиться між селами Каліївка і Залісся (1993 р. приєднано до села Вовна) (2,5 км). Місцевість навколо села болотиста, по ній протікає багато дрібних струмків.

## Символіка
На гербі зображений гудок (герб є промовистим). Переплетення річок - великі іригаційні мережі біля села. Чорний колір - заболочена місцевість. Два дубові листочки і зелений колір - великі лісові масиви.

## Населення
Згідно з переписом УРСР 1989 року чисельність наявного населення села становила 14 осіб, з яких 5 чоловіків та 9 жінок.
За переписом населення України 2001 року в селі ніхто не мешкав. 100 % населення вказало своєю рідною мовою українську мову.